# Bad Belzig
Bad Belzig (do 2010 Belzig) – miasto uzdrowiskowe we wschodnich Niemczech, w kraju związkowym Brandenburgia, siedziba powiatu Potsdam-Mittelmark.
W mieście jest stacja kolejowa Bad Belzig.

## Historia

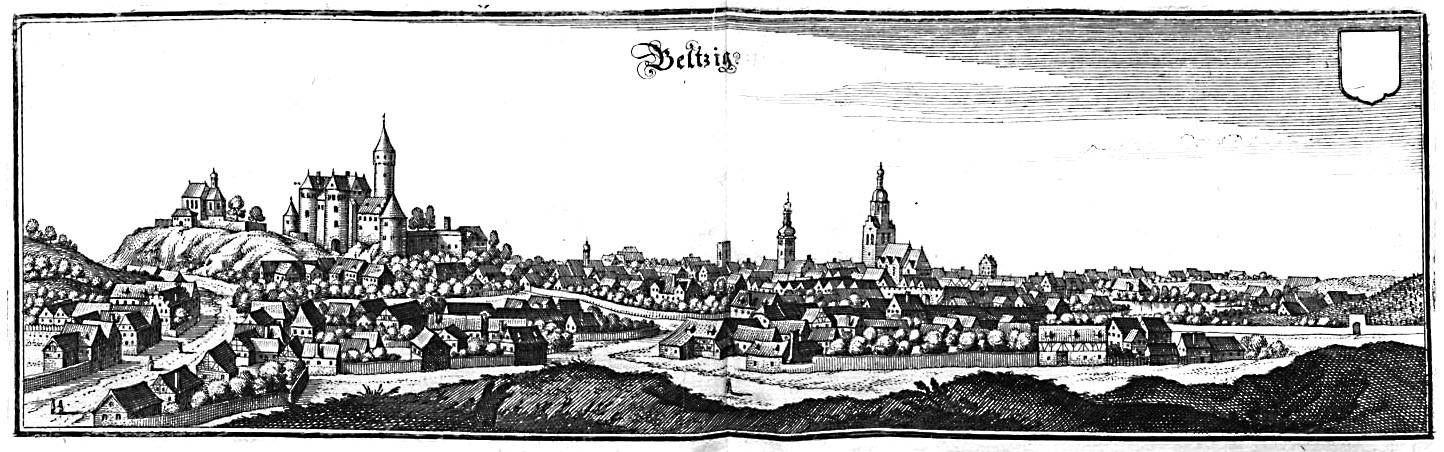
Belzig w XVII w.

Najstarsza zachowana wzmianka o miejscowości pochodzi z 997. Od 1423 leżała w granicach Elektoratu Saksonii. Miejscowość ucierpiała w trakcie I wojny szmalkaldzkiej (1547) i wojny trzydziestoletniej (1636). W latach 1697−1763 znajdowała się pod panowaniem królów Polski Augusta II Mocnego i Augusta III Sasa. W 1702 August II Mocny nadał miejscowości prawa miejskie.
W 1815 miasto zostało przyłączone do Prus, wraz z którymi w 1871 znalazło się w granicach Niemiec. W czasie II wojny światowej znajdował się tu obóz dla robotników przymusowych, m.in. z Polski, a w 1943 utworzono w mieście podobóz obozu koncentracyjnego Ravensbrück (KL).

## Zabytki
- Polsko-saski słup dystansowy z 1725 r., ozdobiony herbem I Rzeczypospolitej, monogramem króla Polski Augusta II Mocnego i polską koroną królewską
- Pomnik upamiętniający zmarłych robotników przymusowych III Rzeszy z ZSRR, Polski, Jugosławii i Włoch
- Zamek z XV w., wzniesiony przez książąt z dynastii Wettynów
- Kościół Mariacki, siegający XIII w.
- Kościół św. Brykcjusza z XII w., przebudowany w XVII w.
- Kaplica św. Gertrudy z XV w.
- Kościół św. Bonifacego z 1932 r.

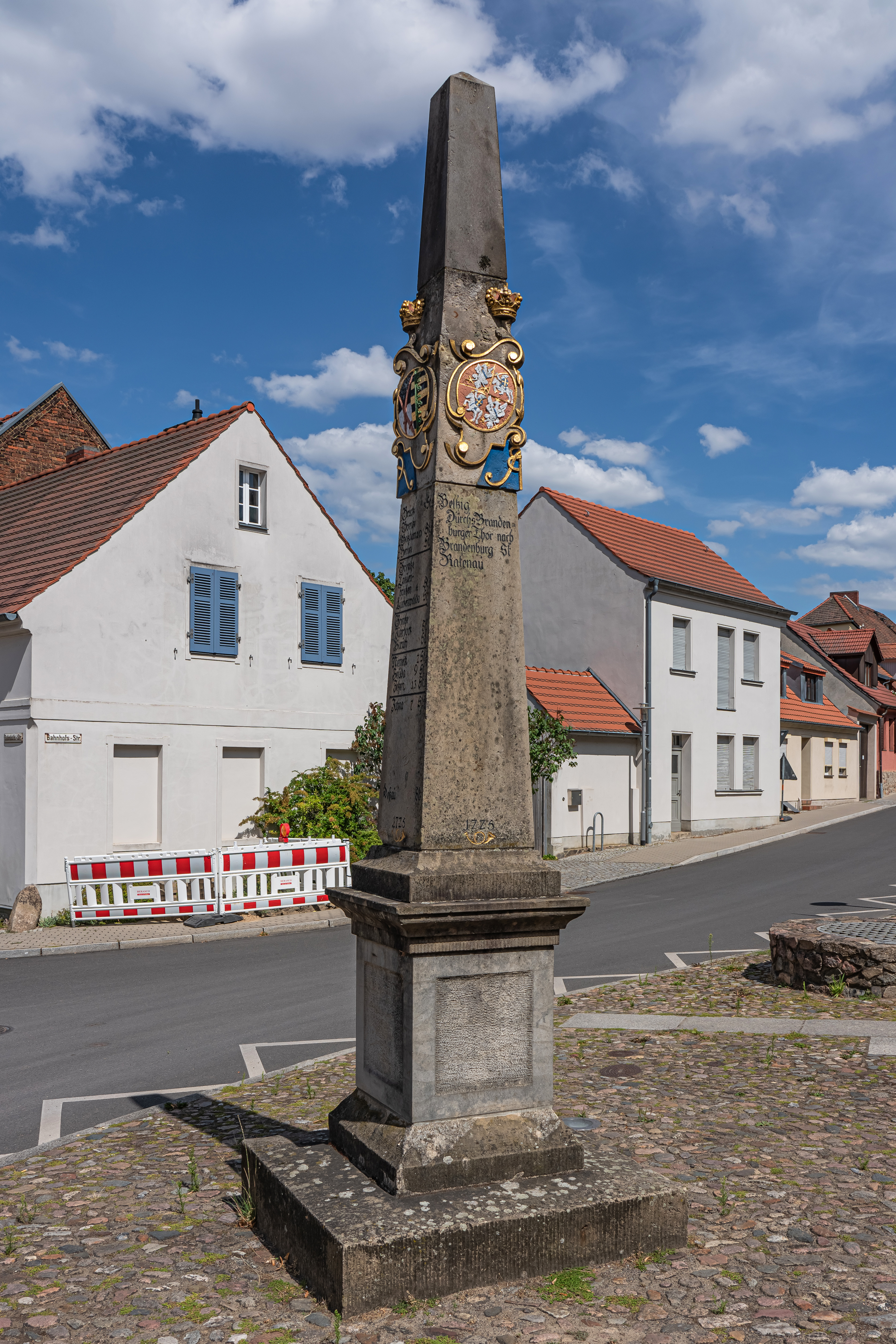
Słup dystansowy
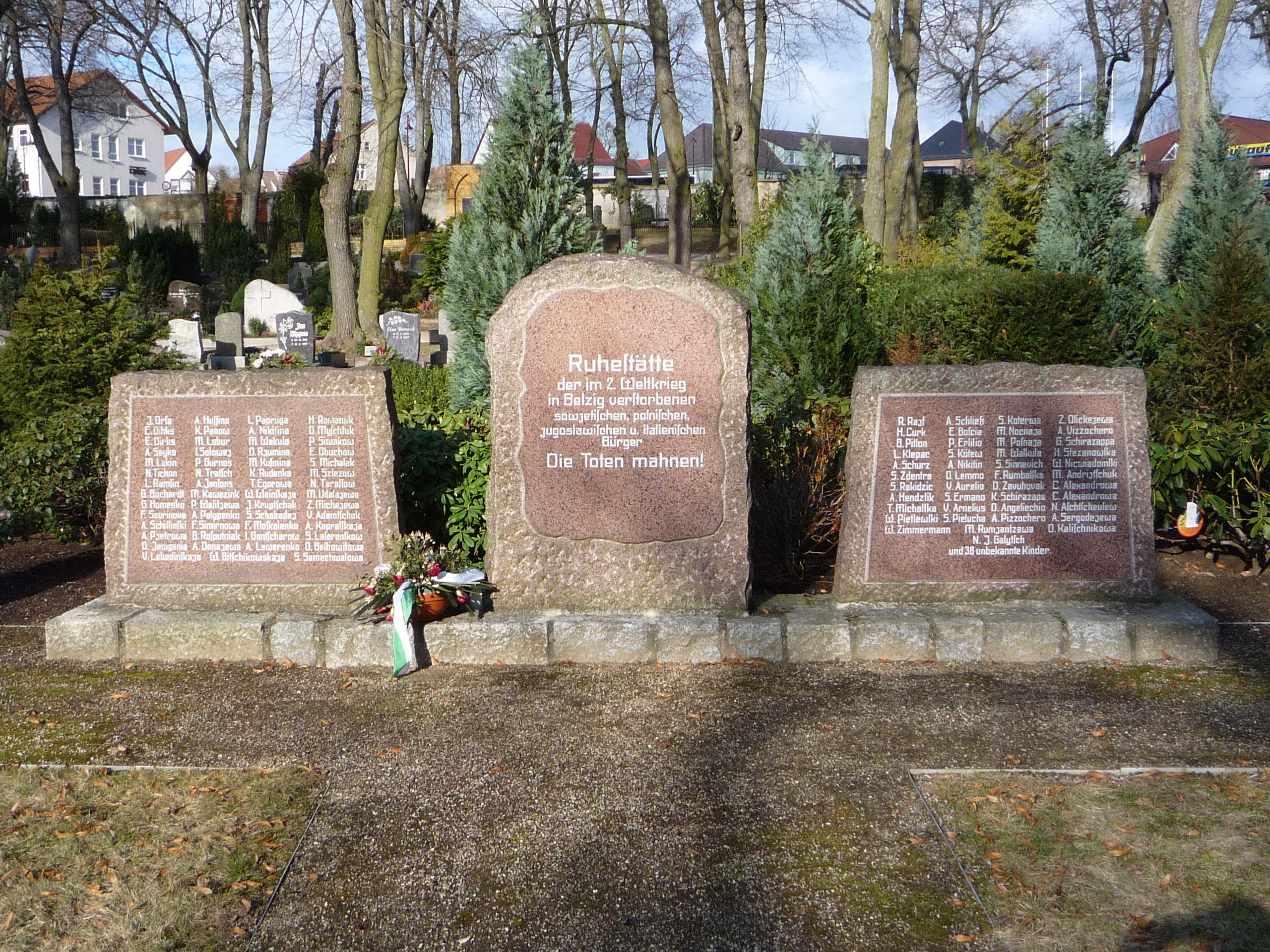
Pomnik upamiętniający zmarłych robotników przymusowych
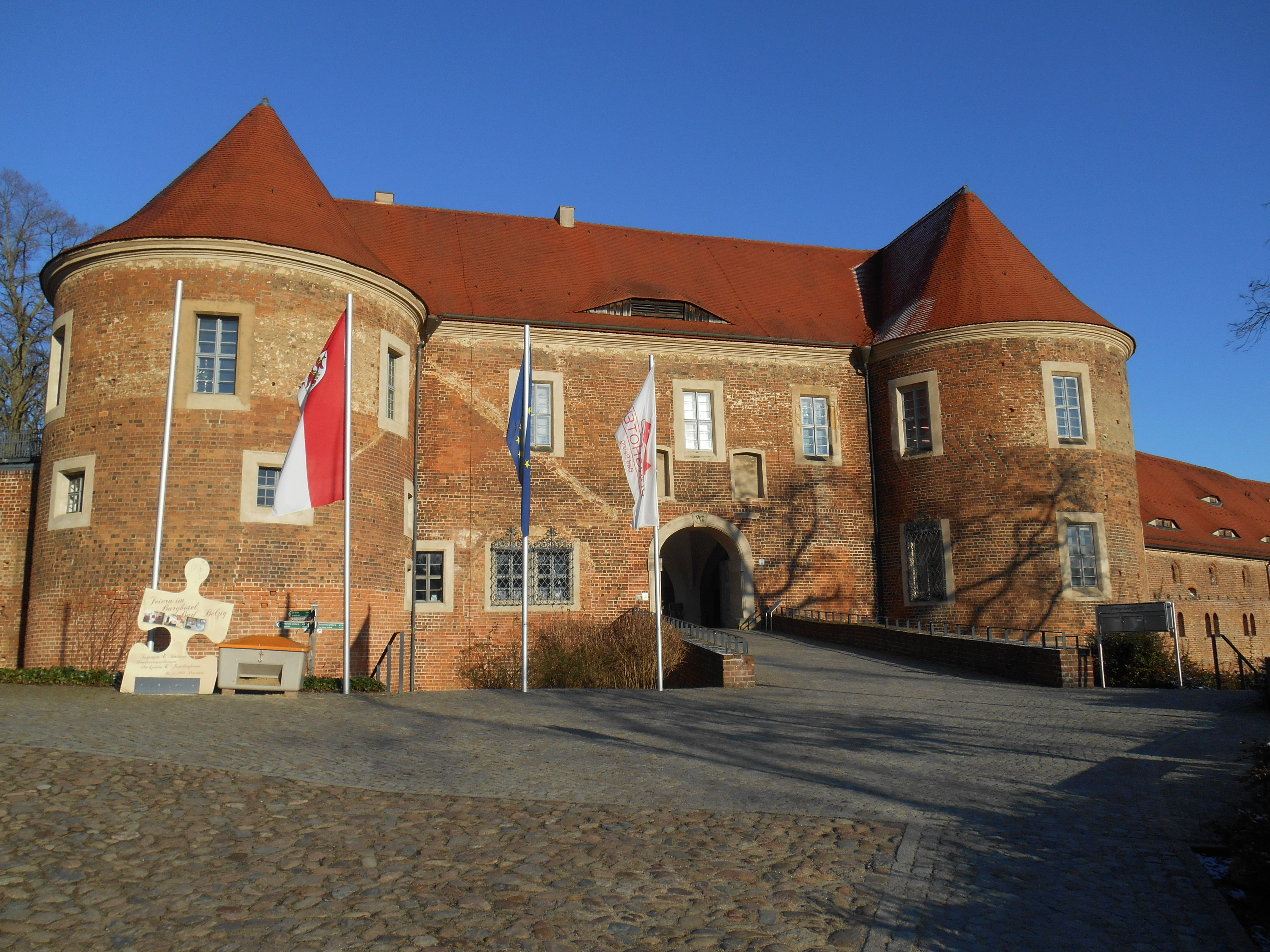
Zamek
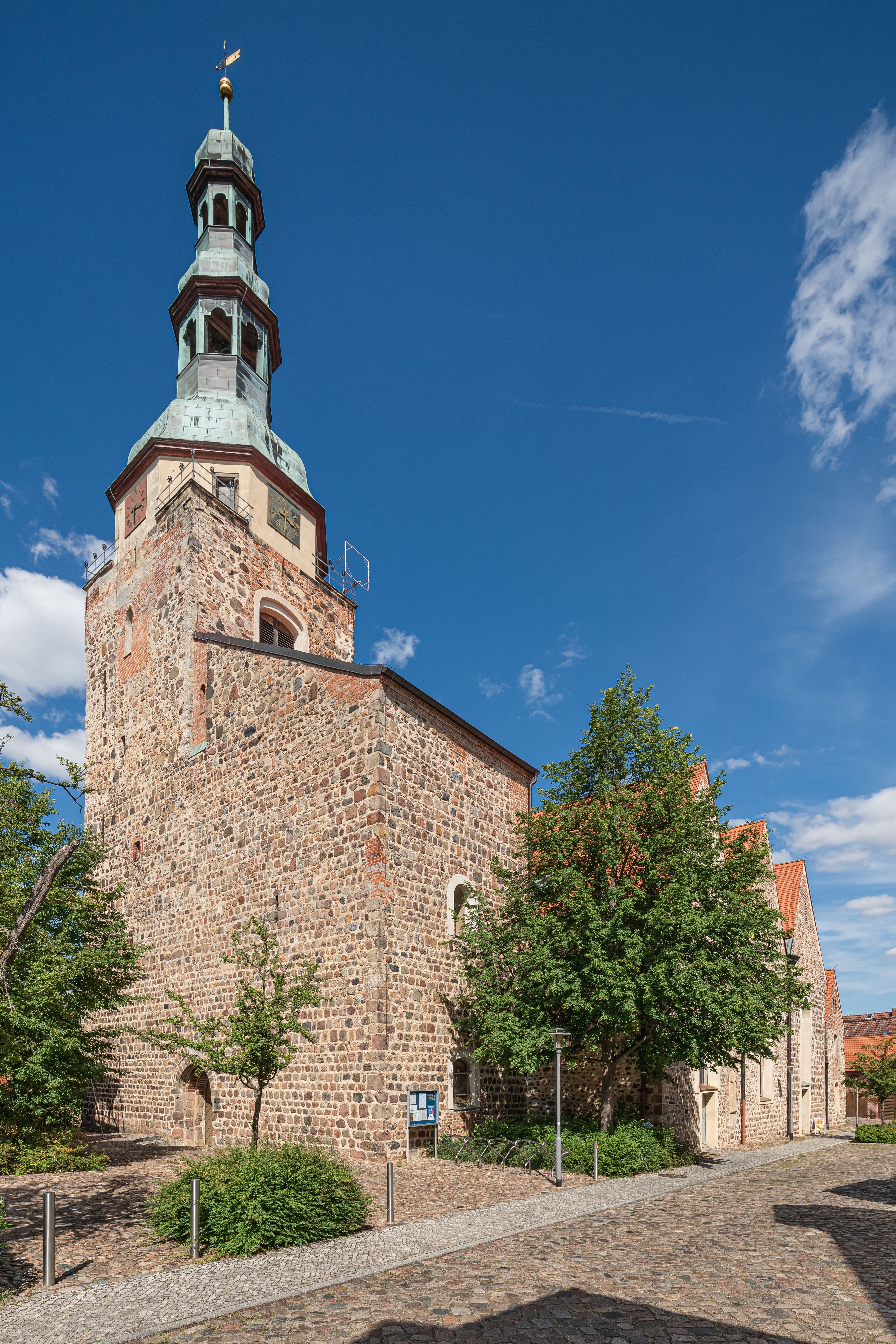
Kościół Mariacki